# Преобразование пьяницы
«Преобразование пьяницы» (англ. A Drunkard's Reformation) — американский короткометражный драматический фильм Дэвида Уорка Гриффита

## Сюжет
Муж преданной жены и отец восьмилетней девочки с помощью своих друзей начинает пить. Придя домой в пьяном виде, он напугал свою семью. Во время ужина дочь показывает ему два билета в театр и просит его сходить туда вместе с ней, и он соглашается...

## В ролях
| Актёр            | Роль               |
| ---------------- | ------------------ |
| Артур В. Джонсон | Джон Уортон        |
| Линда Арвидсон   | миссис Джон Уортон |
| Чарльз Эйвери    |                    |
| Джон Р. Кампсон  |                    |
| Глэдис Иган      |                    |
| Роберт Херрон    |                    |
| Анита Хендри     |                    |
| Флоренс Лоуренс  |                    |
| Мэрион Леонард   |                    |